# 北河店站
北河店站是一个京广铁路上的铁路车站，位于河北省保定市定兴县北河镇，建于1912年，目前为四等站，目前仅办理货运业务：办理整车货物发到。